# Géniusz (televíziós sorozat)
A Géniusz (eredeti cím: Genius) 2017-es televíziós sorozat. A műsor alkotója  Kenneth Biller és Noah Pink volt. A sorozatban nyújtott alakításáért Geoffrey Rusht a 2018-as Golden Globe-díjátadón a legjobb férfi főszereplőnek jelölték.

## Cselekmény
A világtörténelem legnagyobb elméivel foglalkozik a sorozat, az első évadban Albert Einstein életébe nyerhetünk betekintést, a második évadban pedig Pablo Picasso-éba. A műsor bemutatja a nagy elmék életének fontosabb életciklusait, kitér a szerelmi életükre, az emberi kapcsolataikra, a nehézségeikre és a halhatatlanság felé vezető utat is bemutatja.

## Szereplők

### Első évad
| Színész             | Szerep               | Magyar hangja    |
| ------------------- | -------------------- | ---------------- |
| Főszerepben         |                      |                  |
| Geoffrey Rush       | Albert Einstein      | Fodor Tamás      |
| Johnny Flynn        | a fiatal Einstein    | Ágoston Péter    |
| Samantha Colley     | Mileva Marić         | Ágoston Katalin  |
| Nikki Hahn          | a fiatal Mileva      | Pekár Adrienn    |
| Emily Watson        | Elsa Einstein        | Nyírő Bea        |
| Gwendolyn Ellis     | fiatal Elsa Einstein | n.a              |
| Michael McElhatton  | Lénárd Fülöp         | Cs. Németh Lajos |
| Ralph Brown         | Max Planck           | n.a              |
| Mellékszereplők     |                      |                  |
| Robert Lindsay      | Hermann Einstein     | n.a              |
| Claire Rushbrook    | Pauline Einstein     | n.a              |
| Helen Monks         | Maja Einstein        | Hermann Lilla    |
| Edward Akrout       | Laurent Debienne     | n.a              |
| Nicholas Rowe       | Jost Winteler        | Czvetkó Sándor   |
| Lucy Russell        | Pauline Winteler     | Ősi Ildikó       |
| Shannon Tarbet      | Marie Winteler       | Laudon Andrea    |
| Alicia von Rittberg | Anna Winteler        | Boldog Emese     |
| George Webster      | Julius Winteler      | Berkes Bence     |
| Henry Goodman       | Walther Rathenau     | n.a              |
| Alistair Petrie     | Heinrich Weber       | Fazekas István   |
| Jon Fletcher        | Marcel Grossmann     | Renácz Zoltán    |
| Seth Gabel          | Michele Besso        | Gacsal Ádám      |
| Sally Dexter        | idős Mileva          | n.a              |
| Nikola Đuričko      | Szilárd Leó          | n.a              |
| David Dencik        | Niels Bohr           | n.a              |
| Vincent Kartheiser  | Raymond H. Geist     | Haagen Imre      |

### Második évad
| Színész          | Szerep               | Magyar hangja |
| ---------------- | -------------------- | ------------- |
| Főszerepben      |                      |               |
| Antonio Banderas | Pablo Picasso        |               |
| Clémence Poésy   | Françoise Gilot      |               |
| Samantha Colley  | Dora Maar            |               |
| Mellékszerepben  |                      |               |
| Poppy Delevingne | Marie-Thérèse Walter |               |
| Robert Sheehan   | Carlos Casagemas     |               |
| David Wilmot     | José Ruiz y Blasco   |               |
| Jordi Mollà      | Salvador Ruiz        |               |
| Edward Akrout    | Laurent Debienne     |               |
| Charlie Carrick  | Manuel Pallarès      |               |
| Sebastian Roché  | Emile Gilot          |               |
| Adrian Schiller  | Jaime Sabartés       |               |

### Harmadik évad
| Színész                 | Szerep           | Magyar hangja |
| ----------------------- | ---------------- | ------------- |
| Főszerepben             |                  |               |
| Cynthia Erivo           | Aretha Franklin  |               |
| Courtney B. Vance       | C. L. Franklin   |               |
| David Cross             | Jerry Wexler     |               |
| Malcolm Barrett         | Ted White        |               |
| Patrice Covington       | Erma Franklin    |               |
| Kimberly Hébert Gregory | Ruth Bowen       |               |
| Rebecca Naomi Jones     | Carolyn Franklin |               |